# 836
836 (DCCCXXXVI) fue un año bisiesto comenzado en sábado del calendario juliano, en vigor en aquella fecha.

## Acontecimientos
- Meinolf funda el monasterio de Böddeken.

## Nacimientos
- Æthelberht, rey de Wessex (fecha aproximada)
- Al-Musta'in, califa musulmán (m. 866)
- Fujiwara no Mototsune, regente japonés (m. 891)
- Ibn al-Rumi, poeta musulmán del período abasí.[1] (m. 896)
- Luo Hongxin, señor de la guerra chino (m. 898)
- Mihira Bhoja, rey de la dinastía Gurjara-Pratihara (m. 885)
- Wei Zhuang, poeta chino (fecha aproximada)

## Fallecimientos
- 17 de marzo - Haito de Basilea, obispo de Basilea
- Adalram, arzobispo de Salzburgo
- Aznar Sánchez, duque de Gascuña
- Herefrith, obispo de Winchester
- Heungdeok, rey de Silla (n. 777)
- Lambert I, noble franco
- Malamir, gobernante del Imperio búlgaro
- Matfrid, noble franco
- Muhammad ibn Idris, emir de Marruecos
- Nicetas el Patricio, funcionario bizantino
- Prosigoj, príncipe serbio (fecha aproximada)
- Ralpacan, emperador del Tíbet (n. 802)
- Wala de Corbie, noble franco
- Wang Zhixing, general de la dinastía Tang (n. 758)